# Circonscriptions électorales de la Lituanie
La Lituanie est divisée en 71 circonscriptions électorales (71 membres du Seimas sont élus au scrutin majoritaire à deux tours dans ces circonscriptions). En voici la liste, :
1. Naujamiesčio
2. Senamiesčio
3. Antakalnio
4. Žirmūnų
5. Fabijoniškių
6. Šeškinės
7. Justiniškių
8. Karoliniškių
9. Lazdynų
10. Naujosios Vilnios
11. Šilainių
12. Aleksoto - Vilijampolės
13. Centro
14. Žaliakalnio
15. Kalniečių
16. Dainavos
17. Pramonės
18. Panemunės
19. Danės
20. Baltijos
21. Marių
22. Pajūrio
23. Aušros
24. Saulės
25. Dainų
26. Nevėžio
27. Vakarinė
28. Aukštaitijos
29. Marijampolės
30. Alytaus
31. Gargždų
32. Šilutės - Pagėgių
33. Šilalės - Šilutės
34. Tauragės
35. Plungės - Rietavo
36. Kretingos
37. Skuodo - Mažeikių
38. Mažeikių
39. Akmėnes - Joniškio
40. Telšių
41. Kelmės
42. Raseinių
43. Kėdainių
44. Radviliškio
45. Šiaulių kaimiškoji
46. Pakruojo - Joniškio
47. Pasvalio - Panevėžio
48. Biržų - Kupiškio
49. Anykščių - Kupiškio
50. Rokiškis
51. Utenos
52. Zarasų - Visagino
53. Ignalinos - Švenčionių
54. Molėtų - Švenčionių
55. Širvintų - Vilniaus
56. Vilniaus - Šalčininkų
57. Vilniaus - Trakų
58. Trakų - Elektrėnų
59. Kaišiadorių - Elektrėnų
60. Jonavos
61. Ukmergės
62. Jurbarko
63. Suvalkijos
64. Šakių
65. Kauno - Kėdainių
66. Kauno kaimiškoji
67. Prienų
68. Vilkaviškio
69. Dzūkijos
70. Varėnos - Eišiškių
71. Lazdijų - Druskininkų